# Contrôle (film, 1987)
Pour plus de détails, voir Fiche technique et Distribution.
Contrôle (Il giorno prima) est un film italo-franco-américano-canadien de Giuliano Montaldo sorti en 1987.

## Synopsis
Un physicien nucléaire recrute quinze volontaires pour cohabiter dans un abri antiatomique. Alors que les relations entre les personnes s'organisent, la radio annonce l'état d'urgence. Très vite deux clans s'opposent dans l'abri : Ceux qui veulent sortir et ceux qui veulent rester, pensant éviter un suicide des suite d'une possible radioactivité.

## Fiche technique
- Titre original : Il giorno prima
- Réalisation : Giuliano Montaldo
- Scénario : Piero Angela, Jeremy Hole, Giuliano Montaldo et Brian Moore d'après une histoire de Piero Angela
- Directeur de la photographie : Armando Nannuzzi
- Montage : Ruggero Mastroianni
- Musique : Ennio Morricone
- Costumes : Nanà Cecchi
- Décors : Luciano Ricceri
- Production : Franco Cristaldi et Alexandre Mnouchkine
- Genre : drame
- Pays de production :  Italie,  France,  États-Unis,  Canada
- Durée : 106 minutes
- Date de sortie :
  - États-Unis : 11 février 1987
  - Italie : 3 avril 1987
  - France : 16 mars 1988

## Distribution
- Ben Gazzara (VF : Marcel Bozzuffi) : Mike Zella
- Kate Nelligan (VF : Anne Deleuze) : Sarah Howell
- Kate Reid : Camille Dupont
- Burt Lancaster (VF : Jean-Claude Michel) : Dr Herbert Monroe
- Ingrid Thulin : Mrs. Havemeyer
- Erland Josephson (VF : Georges Aminel) : Swanson
- Cyrielle Clair : Laura Swanson
- William Berger : Mr. Peterson
- Jean Benguigui : Max Bloch
- Andréa Ferréol : Rosy Bloch
- Lavinia Segurini : Eva Bloch
- Flavio Bucci : Herman Pundt
- Zeudi Araya : Sheba
- Amy Werba : Greta Hellstrom
- Andrea Occhipinti : Matteo
- Alfredo Pea

## Autour du film
Ce film marque le tout dernier travail de doublage de Marcel Bozzuffi. Le comédien est décédé un mois avant la sortie du film en France.